# St. Andreas (Ammerhof)

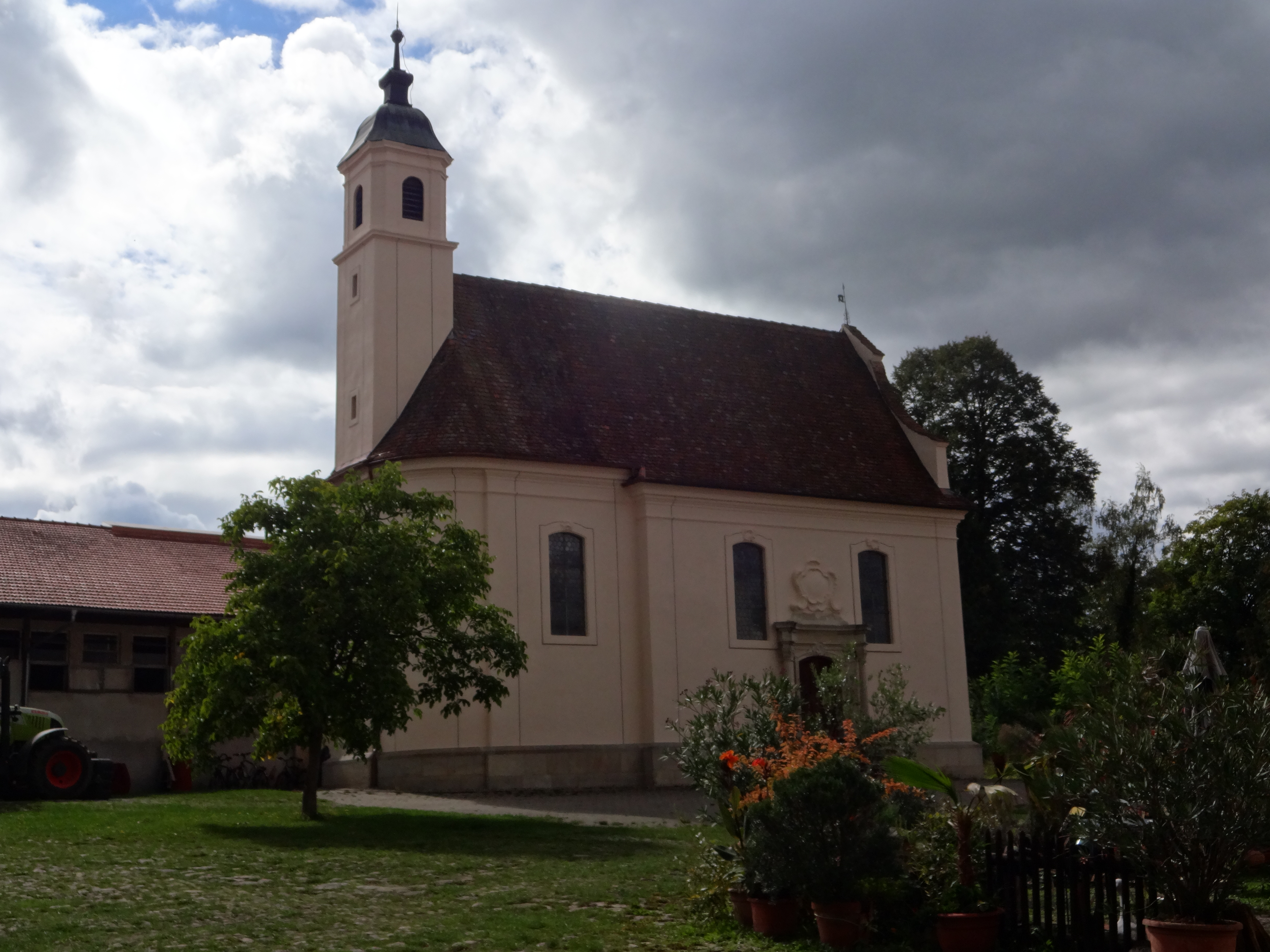
St. Andreas auf dem Ammerhof

Die römisch-katholische Kapelle St. Andreas steht in Ammern, einem ehemaligen Weiler an der Ammer westlich der Universitätsstadt Tübingen in Baden-Württemberg. Die Kapelle gehört zum Dekanat Rottenburg der Diözese Rottenburg-Stuttgart. Sie ist als Denkmal beim Landesamt für Denkmalpflege Baden-Württemberg eingetragen.

## Geschichte
Die 1600 errichtete Kapelle wurde im Dreißigjährigen Krieg beschädigt. Sie wurde 1733 durch einen Neubau ersetzt. Im Jahr 1749 war in Ammern eine eigene katholische Pfarrei eingerichtet worden. Im Jahr 1807 wurde die Pfarrei aufgehoben und die Kapelle profaniert. In den 1980er Jahren wurde die Kapelle wieder restauriert und durch den Weihbischof Bernhard Rieger am 17. Juni 1991 wieder als Kirche in Betrieb genommen.

## Beschreibung
Die Saalkirche besteht aus einem Langhaus, einem eingezogenen Chor im Osten, der mit einer Apsis abgeschlossen ist, aus der sich der Kirchturm erhebt, der mit einer Glockenhaube bedeckt ist, die mit einer Laterne bekrönt ist. Das oberste Geschoss des Kirchturms beherbergt hinter den Klangarkaden den Glockenstuhl.
Der Innenraum des Langhauses ist mit einem Muldengewölbe überspannt, auf dessen Deckenmalerei der heilige Andreas dargestellt ist. Der Stuck stammt von Franz Xaver Schmuzer.